# 북평면 (해남군)
북평면(北平面)은 대한민국 전라남도 해남군의 면이다.

## 행정 구역
- 남창리(南倉里)
- 동해리(東海里)
- 서홍리(西洪里)
- 영전리(永田里)
- 오산리(烏山里)
- 와룡리(臥龍里)
- 이진리(梨津里)
- 평암리(平岩里)

## 연혁
- 세종 31년(1405년) 북평시, 북평종 2개면으로 영암군에 속함
- 광무 10년(서기 1904년) 영암군에서 해남군으로 편입
- 1914년 4월 1일 북평시, 북평종면을 합병 북평면으로 개칭

| 조선총독부령 제111호 |                                                       |
| 구 행정구역          | 신 행정구역                                           |
| 해남군 북평시면      | 북평면 동해리, 신월리, 와룡리, 용일리, 운전리, 흥촌리 |
| 해남군 북평종면      | 북평면 남창리, 서흥리, 영전리, 오산리, 이진리, 평암리 |
| 강진군 백도면        | 북평면 금당리, 내동리, 만수리, 방산리                 |
- 1983년 2월 15일 북평면과 북일면으로 분면되어 현재에 이름

## 섬
- 대연포초도 - 환경부에서 특정도서로 지정하였다가 2004년 10월 해제된 섬이다.